# Der Drachenritter
Der Drachenritter ist der zweite von neun Romanen der Fantasy-Reihe Drachenritter-Zyklus des US-amerikanischen Autors Gordon R. Dickson. Er wurde erstmals 1990 als The Dragon Knight von Tor veröffentlicht. Auf Deutsch wurde der Roman unter dem Titel Der Drachenritter publiziert, der in der Übersetzung durch Norbert Stöbe 1997 bei Heyne erschien. Der Roman beginnt ca. ein Jahr nach der Schlacht um den verhassten Turm, die in Die Nacht der Drachen stattfand.

## Handlung
Jim und Angie gewöhnen sich an ihr neues Leben in dieser parallelen Dimension des mittelalterlichen Englands des 14. Jahrhunderts so gut wie das ein Mensch des 20. Jahrhunderts es vermag. Jim, der jetzt Sir James, Baron von Malencontri et Riveroak ist, versucht, ein guter englischer Lord zu sein. Wegen des Kampfs um den verhassten Turm bekam Jim den Beinamen „Drachenritter“. Zu Anfang des Buchs bemerkt er, dass er sich ohne sein Zutun erneut in einen Drachen verwandelt hat. Er wendet sich an Carolinus den Magier, um Hilfe zu bekommen. Carolinus erkennt, dass dieser magische Ausbruch mit der Revision zusammenhängt. Carolinus nimmt Jim als Lehrling an. Als erstes muss Jim in seiner Drachenform die „Enzyklopädie der Nekromantie“ schlucken. Diese ermöglicht Zugriff auf fast alle Zaubersprüche. Jim kann nun die Verwandlung steuern und kehrt zu seiner Burg zurück.
In seiner Burg angekommen wird er von Sir Bian Neville-Smythe empfangen, der ihn auffordert, mit ihm in den Kampf zu ziehen. Im Laufe des Kreuzzuges ist Prinz Edward von den Franzosen gefangen genommen worden. Nun sind alle Edlen Englands aufgerufen, Edward aus den Händen der Franzosen zu befreien. Da Jim und Angie sich schon an die Gepflogenheiten des Mittelalters gewöhnt haben, sind sie sich darüber im Klaren, dass eine Ablehnung unmöglich ist. In den nächsten Wochen werden die Leibeigenen der Burg notdürftig in Waffenkunde unterrichtet. Sir Brian und Jim ziehen zum Hafen von Hastings, um nach Frankreich überzusetzen.
In Hastings sind Brian und Jim in einem Gasthof untergebracht und teilen sich ein Zimmer. Im Gasthof entspinnt sich ein Disput zwischen Sir Giles de Mer und Jim, weil Sir Giles ebenfalls Anspruch auf das Zimmer erhebt. Jim schafft eine gütliche Einigung und Sir Giles zieht zusätzlich ins Zimmer. Bald darauf werden die drei zu Sir John Chandos, einem hohen Beamten des Königs, der die Verschiffung leitet, gerufen. Die drei bekommen den Auftrag, als Vorhut nach Frankreich überzusetzen und in einer geheimen Mission den Prinzen nach Möglichkeit zu befreien.
Während der Überfahrt entpuppt sich Giles als „Selkie“, ein Gestaltwandler, der sich in einen Seehund verwandeln kann. In Brest angekommen, mieten sich Giles und Jim im Gasthof „Zur Grünen Tür“ ein, um auf den Kontaktmann Sir Chandros' zu warten. Alle anderen Kämpfer werden, angeführt von Brian, später folgen und gemeinsam in Frankreich ankommen. Der Kontakt stellt sich nach ein paar Tagen als Sir Raoul vor. Raoul ist französischer Ritter, der sich nicht gegen seinen König und Frankreich stellt, sondern sich gegen den Magier Malville gewandt hat, um dessen negativen Einfluss auf König Jean zu beenden.
Raoul erklärt ihnen den Weg zu Malvinnes Burg, in der Prinz Edward gefangen gehalten wird. Ein Mann namens Bernard wird sie in der Nähe der Burg aufsuchen und ihnen einen geheimen Zugang zeigen, um unbemerkt in die Burg zu gelangen. Mit diesen Informationen reisen die beiden weiter nach Blois, um sich mit Brian zu treffen. Dieser bringt überraschenderweise Aragh den Wolf, Dafydd und 32 Getreue mit. Die Truppe macht sich auf den Weg zur Burg Malvilles. Dort angekommen treffen Jim, Giles, Aragh, Dafydd und Brian auf Barnard, der sie wie versprochen zu einem versteckten Seiteneingang der Burg führt.
In der Burg muss Jim seine magischen Fähigkeiten einsetzen, um einige Fallen Malvilles zu umgehen. Für kurze Zeit landen sie im Reich der Toten, aus dem sie aber durch Magie wieder entkommen können. Im obersten Stockwerk des Turms finden sie Prinz Edward und schaffen es, Malville zu entkommen. Draußen im Wald vor der Burg werden sie von Secoh, dem Sumpfdrachen und Carolinus, dem Magier erwartet. Carolinus enthüllt Jim nun, dass er Jim bewusst nach Frankreich entsandt hat, um Malvinne zu stoppen. Carolinus selbst darf wegen der Regeln der Revision nicht selbst eingreifen. Der Kampf zweier Magier Kategorie Eins | würde das Gleichgewicht von Zufall und Geschichte stören. Also schickte er Jim ohne dessen Wissen vor, um Malvinne aufzuhalten. Carolinus kann Jim allerdings so gut wie keine Unterstützung leisten und ausschließlich Anregungen geben.
Die „Dunklen Mächte“ versuchen Jim zu eliminieren, weil seine Ankunft in der Parallelwelt ihre Pläne stört. Jims Kenntnisse aus der Zeit des 20. Jahrhunderts befähigen ihn, in Bahnen zu denken und zu handeln, die in der mittelalterlichen Zeit undenkbar sind. Deshalb ist Carolinus überzeugt, dass Jim auch ohne sein aktives Eingreifen erfolgreich sein wird. Inzwischen sind die englischen und französischen Truppen in der Nähe der Burg auf einem freien Feld zur Schlacht angetreten. Auf der französischen Seite führt König Jean, begleitet von Malville, das Kommando.
Prinz Edward wird in einer Klosterruine in der Nähe, bewacht von Giles, versteckt. Durch eine List überrumpeln sie Jean und dessen Entourage und setzen sie gefangen. Jims eigentliche Aufgabe ist es zu erreichen, dass keine Kampfhandlungen stattfinden. Auch dies gelingt, weil Carolinus Jim im geheimen Zugriff auf sein eigenes Magiekonto gewährt, weil das Guthaben von Jim verbraucht ist. Somit kann Jim wieder bedingt Zaubersprüche wirken und beendet die Kampfhandlungen zu beidseitiger Zufriedenheit. Unterdessen haben Malvilles Ritter den Prinzen aufgespürt und versuchen ihn gefangen zu setzen. Bis Jims Ritter eintreffen hat Giles den Prinzen verteidigt, eine Menge Ritter getötet, ist aber selbst tödlich verwundet worden.
Durch diese positive Handlung ist Jims Magiekonto wieder aufgefüllt worden. Die Revision belohnt „gute Taten“ mit der Gutschrift auf das Magiekonto, welches benötigt wird, magische 'Energie zur Verfügung zu haben, um Zauber wirken zu können. Die Truppe reist nach England zurück und bestattet Giles auf See. Sobald der Körper das Wasser berührt, verwandelt er sich in einen Seehund, lebt wieder und schwimmt davon.
In der Nähe von Malencontrie angekommen, erkennen sie, dass die Burg besetzt ist. Malville hat mit seinen Rittern die Burg eingenommen. Inzwischen ist er wegen der Vorfälle in England von der Revision bestraft worden und somit kein Magier mehr. Der Kampf um die Burg soll durch ein Gottesurteil in einem Zweikampf zwischen Sir Hugh de Bois de Malencontri und Jim entschieden werden. Jim schafft es, seinen Gegner aus dem ersten Buch zu besiegen, woraufhin Malville flieht, aber vom Gott der Toten eingefangen und mitgenommen wird.

## Trivia
- Die Handlung spielt zur Zeit König Edward III.
- Der entführte Prinz ist Edward of Woodstock, eigentlich Eduard Plantagenet, der Sohn Edward III.
- Der am Ende erwähnte König Jean ist Johann II. (Frankreich) auch: Johann II. der Gute
- Die Handlung spielt kurz nach der Schlacht von Poitiers, womit sich die Zeit der Handlung relativ gut festlegen lässt.

## Ausgaben
- The Dragon Knight. Tor, 1990, ISBN 0-312-93129-8.
  - Der Drachenritter. Heyne, 1997, ISBN 3-453-12694-7.